# Shōji Kawamori

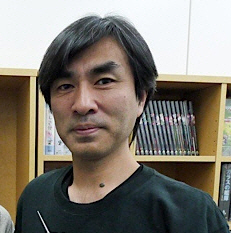
Shōji Kawamori al seu estudi, maig de 2011

Shōji Kawamori (河森 正治, Kawamori Shōji) (nascut el 20 de febrer de 1960) és un creador i productor anime, guionista, artista visual i dissenyador de meca japonès. És conegut sobretot per crear la franquícia meca anime Macross i la línia de joguines Diaclone, que al seu torn van ser la base de la Robotech i Transformers, respectivament. També és conegut per crear la sèrie d'anime Escaflowne. Va ser pioner en diversos conceptes innovadors en les seves obres, com la transformació de meca (incloent-hi el VF-1 Valkyrie a Macross i Optimus Prime a Transformers) i ídol virtuals (incloent Lynn Minmay i Sharon Apple a la franquícia Macross). La seva obra ha tingut un impacte important en la cultura popular, tant al Japó com a nivell internacional.

## Vida personal
Shoji Kawamori va néixer a Toyama, Japó el 1960. Més tard, en la seva joventut, va assistir a la Universitat de Keio a finals dels setanta i als mateixos anys que el guionista de Macross Hiroshi Ōnogi i el dissenyador de personatges Haruhiko Mikimoto, on es van fer amics i van fundar un club de fans Mobile Suit Gundam anomenat "Gunsight One", un nom que el grup utilitzaria anys més tard durant el desenvolupament del món de ficció de la Sèrie Macross.

## Creació i producció d'anime
Shoji Kawamori va utilitzar ocasionalment l'àlies Eiji Kurokawa (黒河影次 Kurokawa Eiji) al començament de la seva carrera d'anime quan va començar com a adolescent intern a Studio Nue i hi va treballar com a assistent d'artista i animador a finals dels setanta i principis dels vuitanta. Més tard en la seva carrera Kawamori va crear o co-crear els conceptes que van servir de base per a diverses sèries d'anime com ara Super Dimension Fortress Macross, Escaflowne, Earth Maiden Arjuna, Genesis of Aquarion, Macross 7, Macross Frontier, i Macross Delta. Els seus projectes solen contenir temes forts d'amor, guerra, espiritualitat o misticisme i preocupació ecològica. Kawamori és actualment director executiu de l'estudi d'animació Satelight.

## Disseny Meca
Shoji Kawamori també és un artista visual i un dissenyador meca: els projectes que inclouen els seus dissenys van des de Crusher Joe de 1983 fins a Eureka Seven de 2005. A més, tots i cadascun dels lluitadors variables de la continuïtat de la sèrie oficial Macross han estat dissenyats per ell.
Kawamori també va ajudar a dissenyar diverses joguines per a la línia de joguines de Takara Diaclone a principis dels anys vuitanta, moltes de les quals es van incorporar posteriorment a la línia de joguines Transformers de Hasbro. Molts d'ells es van convertir en dissenys de joguines emblemàtiques de Transformers: Generation 1. Entre ells, el primer disseny de joguines Optimus Prime ("Convoy"), Prowl, Bluestreak, Cortina de fum, Ironhide i Ratchet. El 2006, va dissenyar tant l'Convoy estil híbrid com la versió Mestra de Starscream per a Takara.
Una de les seves innovacions clau en el disseny del mecà va ser la transformació del mecha, que es pot transformar entre un vehicle estàndard (com un avió de caça o un camió de transport) i un robot meca de lluita. A Kawamori se li va ocórrer la idea de transformar mecs mentre treballava a les franquícies Diaclone i Macross a principis dels anys 80 (com el VF-1 Valkyrie a Macross i  Robotech), amb els seus mecs Diaclone més tard proporcionant la base per a Transformers. Alguns dels dissenys mecànics transformadors més emblemàtics de Kawamori inclouen el VF-1 Valkyrie de les franquícies Macross i Robotech, i Optimus Prime (anomenat Convoy al Japó) dels Transformers i Franquícies Diaclone.
L'any 2001, va portar el seu talent de disseny mecànic a projectes de la vida real quan va dissenyar una variant del gos robòtic Sony AIBO, el ERS-220.

## Llegat
Kawamori va idear diversos conceptes innovadors i va ajudar a crear diverses franquícies que van tenir un impacte significatiu en la cultura popular, tant al Japó com a nivell internacional. Una de les seves idees originals va ser el meca transformador, que pot transformar-se entre un vehicle estàndard (com un avió de caça o un camió de transport) i un robot meca de lluita. Va introduir el concepte amb Diaclone el 1980 i Macross el 1982, amb alguns dels seus mecha transformadors més emblemàtics, inclòs el VF-1 Valkyrie de  Macross (adaptat posteriorment a Robotech el 1985) i Convoy de la línia Diaclone de 1983 (després anomenada Optimus Prime a Transformers) . El concepte es va fer més popular més tard a mitjans dels anys 80, amb Macross: Do You Remember Love? (1984) i Zeta Gundam (1985) al Japó, i amb Robotech (adaptació de 1985 de Macross) i Transformers (adaptació de 1986 de Diaclone) a Occident. Al seu torn, Macross i Zeta Gundam es van fer influents al Japó, mentre que Robotech i Transformers es van fer influents a Occident, amb Robotech ajudant a introduir l'anime a Amèrica del Nord i Transformers que influeixen en la indústria de Hollywood.
A més del seu innovador treball de disseny meca, Kawamori també va plantejar conceptes innovadors en l'escriptura del seu personatge. En contrast amb l'anime meca anterior, que es va centrar en els combatents, ell volia retratar un conflicte meca des de la perspectiva de civils no combatents, cosa que va portar a la seva creació de la cantant fictícia Lynn Minmay a Macross. Es va convertir en el primer ídol virtual. Amb la veu de Mari Iijima, Minmay va ser la primera cantant ídol de ficció que va obtenir un gran èxit en el món real, amb el tema principal "Do You Remember Love?" (de la pel·lícula Macross: Do You Remember Love?) arriba al número set de les llistes de música Oricon al Japó.Kawamori va portar més endavant el concepte a Macross Plus (1994) amb l’ídol virtual Sharon Apple, un programa informàtic d'intel·ligència artificial (IA) que pren la forma d'una estrella del pop intergalàctica. El mateix any, va crear Macross 7 (1994), que comptava amb la banda virtual Fire Bomber que es va convertir en un èxit comercial i va generar diversos CD editats al Japó. La franquícia Macross va establir la plantilla per a ídols virtuals posteriors a principis del segle XXI, com ara Hatsune Miku i Kizuna AI.
Un altre concepte de personatge innovador que va plantejar va ser el paper de Misa Hayase a Macross (anomenada Lisa Hayes a Robotech), que era un dels principals comandants del Macross. cuirassat. Va ser la cap i oficial al comandament del pilot de caça protagonista Hikaru Ichijyo (anomenat Rick Hunter a Robotech), i més tard el seu interès amorós. Aquest va ser un escenari que Kawamori va plantejar que no havia vist abans en cap pel·lícula de Hollywood. Un escenari similar, però, va aparèixer més tard a la pel·lícula de Hollywood Top Gun (1986). Segons Kawamori, "Molta gent va assenyalar que pel·lícules posteriors com Top Gun van copiar aquesta idea i escenari, a més d'incloure la combinació de moltes cançons i lluitadors també."

## Treballs

### Anime

#### SèrieMacross
- The Super Dimension Fortress Macross - Creador de conceptes de la sèrie original, supervisor de producció, dissenyador mecànic
- Macross: Do You Remember Love? - Creador de conceptes de pel·lícules, director, dissenyador mecànic, supervisor de guió de sèries, història de pel·lícula
- The Super Dimension Fortress Macross: Flash Back 2012 - Director executiu, compilació, dissenyador mecànic
- Macross Plus - Creador, director executiu, escriptor, disseny mecànic[8]
- Macross 7 - Creador, escriptor, supervisor, dissenyador mecànic
- Macross Dynamite 7: creador, supervisor de guió de sèrie, dissenyador mecànic, fotografia final
- Macross Zero - Creador, director, escriptor, dissenyador mecànic
- Macross Frontier - Creador, Director supervisor, Composició de la història, Dissenyador mecànic
- Macross FB 7: Ore no Uta o Kike! - Creador original, Valkyrie Design
- Macross Delta - Creador, director principal, escriptor, dissenyador mecànic de Valkyrie

Nota: Macross II és l'únic projecte animat de Macross en què Kawamori no va participar.

#### Altre anime
- Space Battleship Yamato - Disseny mecànic de nau espacial (sense acreditar)
- Future GPX Cyber Fórmula - Disseny de màquines
- Future GPX Cyber Fórmula SIN - Disseny de màquines
- Escaflowne - Creador original, Supervisor de guió de sèrie
- Spring and Chaos - Director, guió
- Earth Maiden Arjuna - Creador original, director, supervisor de guió de sèrie
- The Family's Defensive Alliance - Creador original, planificador de sèries
- Genesis of Aquarion - Creador original, director, supervisor de guió de sèries, disseny d'Aquarion
- Genesis of Aquarion (OVA) - Director, Composició de sèries, Creador original
- Aquarion Evol - Creador original, director, supervisor de guió de sèrie, disseny d'Aquarion
- Patlabor: The Movie - Disseny mecànic (Credit com a Masaharu Kawamori)
- Patlabor 2: The Movie - Disseny mecànic (Credit com a Masaharu Kawamori)
- WXIII: Patlabor the Movie 3 - Disseny mecànic
- Eureka Seven - Disseny mecànic principal
- Eureka Seven: AO - Nirvash Design
- Engage Planet Kiss Dum - Disseny mecànic principal
- Kishin Taisen Gigantic Formula - Dissenyador mecànic (Junova-VIII)
- Mobile Suit Gundam 0083: Stardust Memory - Va dissenyar els Gundams RX-78GP01 "Zephyranthes" i RX-78GP02A "Physalis"
- Ulisses 31 - Disseny mecànic
- Dangaioh - Disseny mecànic, animació clau
- Ghost in the Shell - Disseny mecànic
- Basquash! - Concepte original, director de projecte
- Outlaw Star - Va dissenyar la nau XGP15A-II
- Tōshō Daimos - Dissenyador mecànic convidat
- Gordian Warrior - Dissenyador mecànic convidat
- Golden Warrior Gold Lightan - Dissenyador mecànic convidat
- Anyamaru Tantei Kiruminzuu - Creador original
- AKB0048 - Creador original, director, Disseny mecànic
- Ani*Kuri15 - Director (ep. 4)
- Robotech - Adaptat de Macross
- Cowboy Bebop - Guió (ep. 18), Cooperació escènica
- Glass Fleet - Disseny mecànic
- M3: Sono Kuroki Hagane - Disseny mecànic
- Nobunaga the Fool - Creador original
- Last Hope - Creador original, director
- Noein - Storyboard (ep. 20)
- RahXephon - Storyboard (ep. 9)
- Techno Police 21C - Assistència de coreografia d'acció i disseny mecànic
- The Ultraman - Disseny mecànic
- Eureka Seven vol. 2: The New Vision - Dissenyador mecànic principal
- MechWarrior 3050 - Portada (versió japonesa)
- Omega Boost - Assessor de disseny mecànic, supervisor, dissenyador mecànic/de vestuari, director de pel·lícula d'obertura/finalització
- Tech Romancer - Disseny mecànic, concepte original
- Macross 30: The Voice that Connects the Galaxy - Supervisor, dissenyador mecànic, director de seqüències animades
- Daemon X Machina - Dissenyador mecànic
- Devil May Cry 5 - Va dissenyar els braços robòtics, "Devil Breakers", que es troben al llarg del joc. Gerbera GP01 es va dissenyar tenint en compte les obres anteriors de Shoji Kawamori com a inspiració.[9]
- Call of Duty: Mobile - Va dissenyar l'aspecte de Reaper, titulat "Ashura".
- Super Mecha Champions: Mecha jugable dissenyat "Pulsar"
- Armored Core VI: Fires of Rubicon - Dissenyador mecànic

### Altres treballs
- Diaclone (1980-1982, línia de joguines) - Disseny Mecha
- Transformers (1984, 2006, toyline) - Adaptat de Diaclone, disseny mecànic
- Gunhed (1989, pel·lícula d'acció en directe) - Disseny mecànic
- Escaflowne (1994, manga) - Escriptor
- Thunderbirds Are Go (2015, sèrie de televisió animada) - Disseny mecànic[10]